# Финский железнодорожный музей
Финский железнодорожный музей (фин. Suomen Rautatiemuseo) — железнодорожный музей, расположенный в г. Хювинкяа (Финляндия). Был основан в 1898 году и первоначально располагался в Хельсинки, а в 1974 году был перемещён в Хювинкяа.
Музей расположен у железнодорожной станции Хювинкяа, на которой сохранено здание вокзала. Помимо этого, рядом расположено веерное паровозное депо и ещё несколько сооружений, которые были построены в 1870-х. Общая площадь музея составляет порядка 5000 м².
Среди экспонатов музея числится единственный сохранившийся императорский поезд правителей Российской империи, а также около десятка паровозов, которые были построены в конце 1860-х (самый старый — 1868 года). Также на территории музея расположена модель железной дороги в масштабе 1:8, на которой при желании могут покататься посетители музея.